# Biardy
Biardy [pronunciación en polaco: /ˈbjardɨ/] es una aldea en el distrito administrativo de Gmina Łuków, dentro del condado de Łuków, voivodato de Lublin, en el este de Polonia. Se encuentra a unos 12 kilómetros al norte de Łuków y 88 kilómetros al norte de la capital regional Lublin.